# Brunhilde

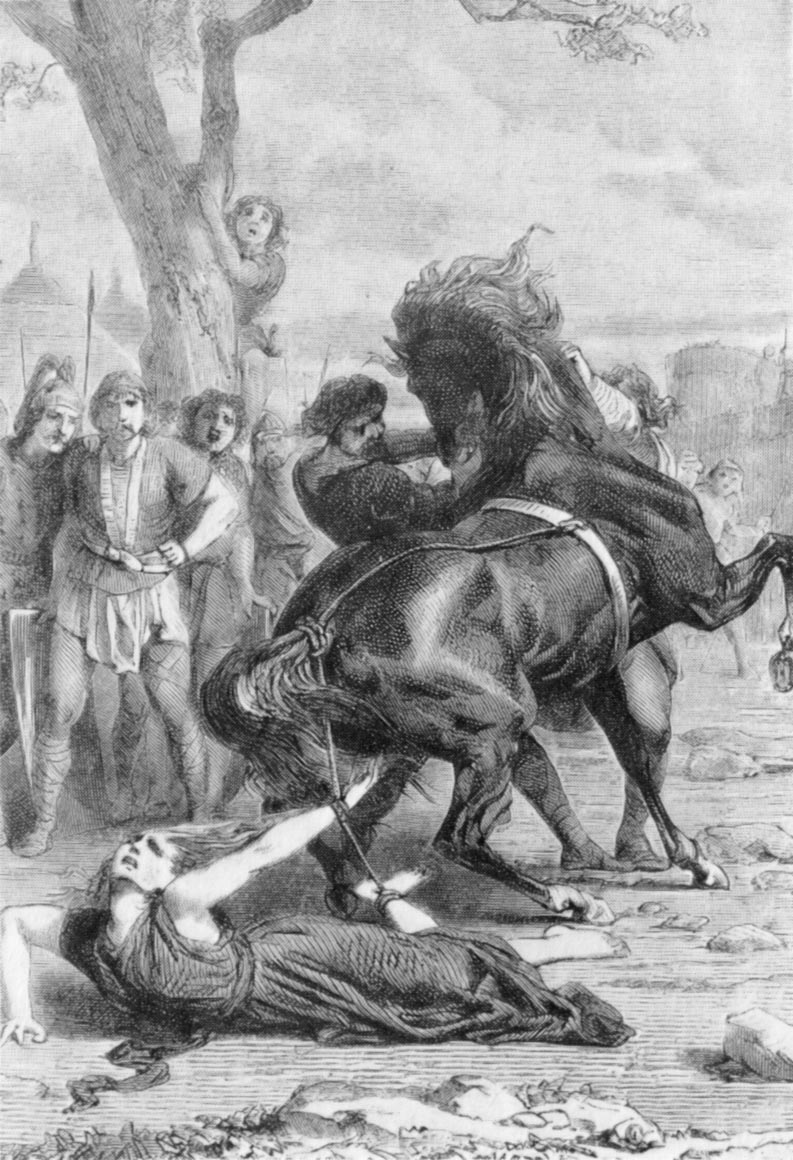
Brunhilde van Austrasië

Brunhilde of Brunichilde (534-613) was de dochter van Athanagild, koning der Visigoten.
Zij is niet identiek aan de walkure uit de Germaanse mythologie Brünnhilde.
In de Franse taal heeft zij daarom de naam Brunehaut. Wanneer in het Franse taalgebied sprake is van Brunhild(e), wordt meestal de mythologische walkure bedoeld.
Brunhilde huwde Sigebert I, de koning van Austrasië en trad op als regentes voor zowel haar zoon als haar kleinzoon. Deze energieke bestuurder werd het onderwerp van tal van legenden en werd zo gekoppeld aan de aanleg en het onderhoud van de heerwegen, vandaar de naar haar vernoemde Chaussée Brunehaut.
Brunhilde steunde haar gemaal, Sigebert I, fanatiek tegen Chilperik I, diens broer, de koning van Neustrië. Ze zou vooral een diepe animositeit hebben gevoeld tegen Chilperiks vrouw Fredegonde, een voormalige bediende. Fredegonde zou namelijk Brunhildes zus, Galswintha, hebben laten vermoorden. Eenmaal weduwe sloot ze een overeenkomst met haar schoonbroer Gontram van Bourgondië, in het Verdrag van Andelot, waarmee ze de rivaliteit tussen Austrasië en Bourgondië beëindigde.
Brunhilde maakte zich met haar centralisatiebeleid naar Romeins voorbeeld ongeliefd bij de edelen van Austrasië, zoals de latere hofmeier Pepijn van Landen en Arnulf van Metz. Toen Chlotharius II zijn vader Chilperik als koning van Neustrië opvolgde, werd ze gevangengenomen. Men onderwierp haar aan vreselijke folteringen, waarna ze achter een wild paard werd gebonden en vervolgens in stukken werd getrokken. Brunhilde werd begraven in de abdij van St. Martin in Autun (in het Franse departement Saône et Loire) die zij zelf in 602 gesticht had. De abdij en haar graf (met botresten, as en een deel van een wiel) werden in 1793 verwoest; twee delen van het deksel van Brunhildes sarcofaag bevinden zich nu echter in het Musée Rolin in Autun.
Volgens een volksverhaal is de grote menhir van Hollain daar geplaatst, waar Brunhilde werd teruggevonden. Hij wordt daarom ook wel de Brunhildesteen ("Pierre de Brunehaut") genoemd. In Bavay wordt haar veronderstelde wegenbouwkundige activiteit sinds 1872 herdacht met een monumentje, dat als door een wonder ongeschonden een bombardement tijdens de Tweede Wereldoorlog heeft doorstaan.